# Abspannwerk Scharnhorst

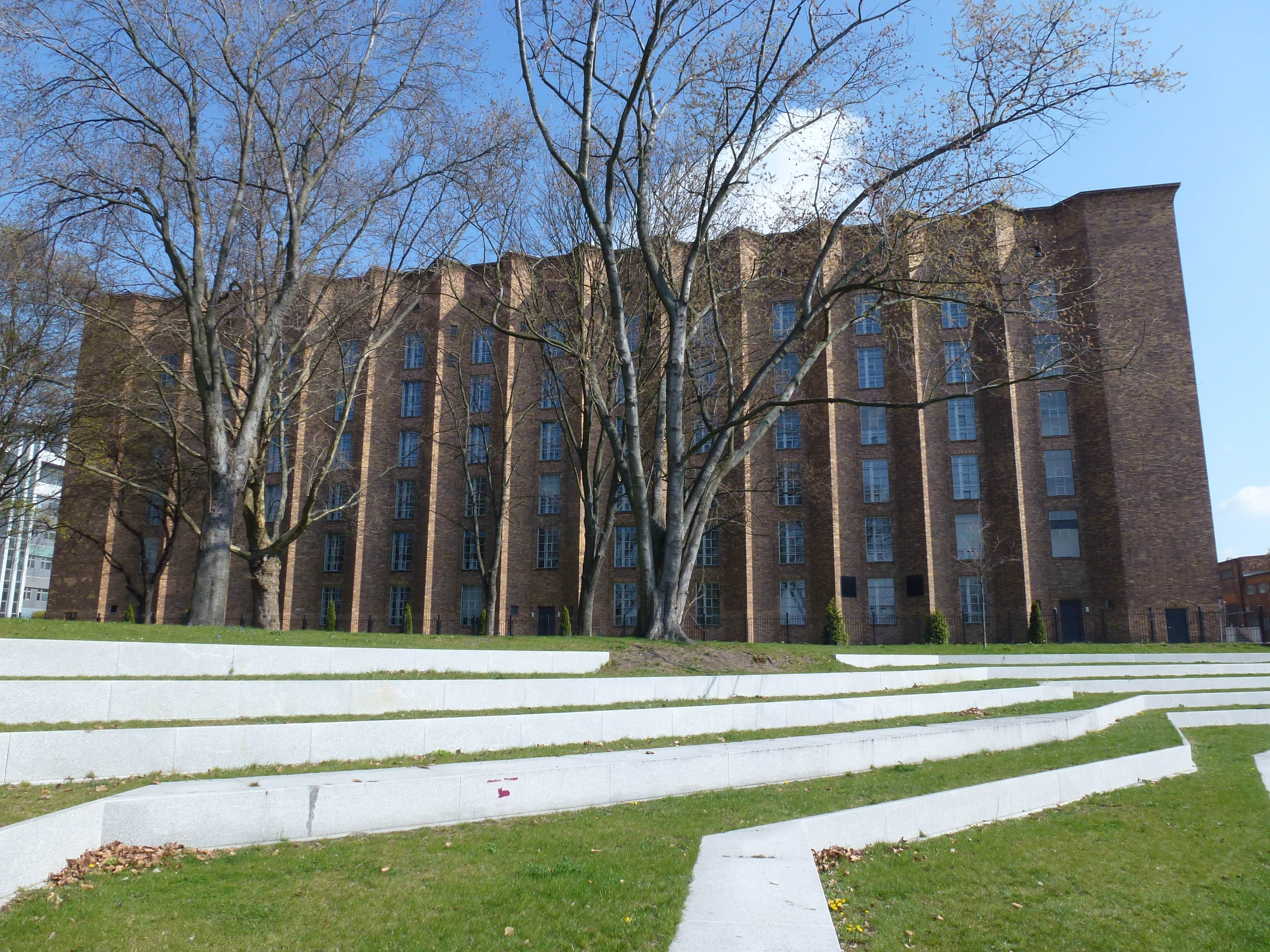
Westfassade

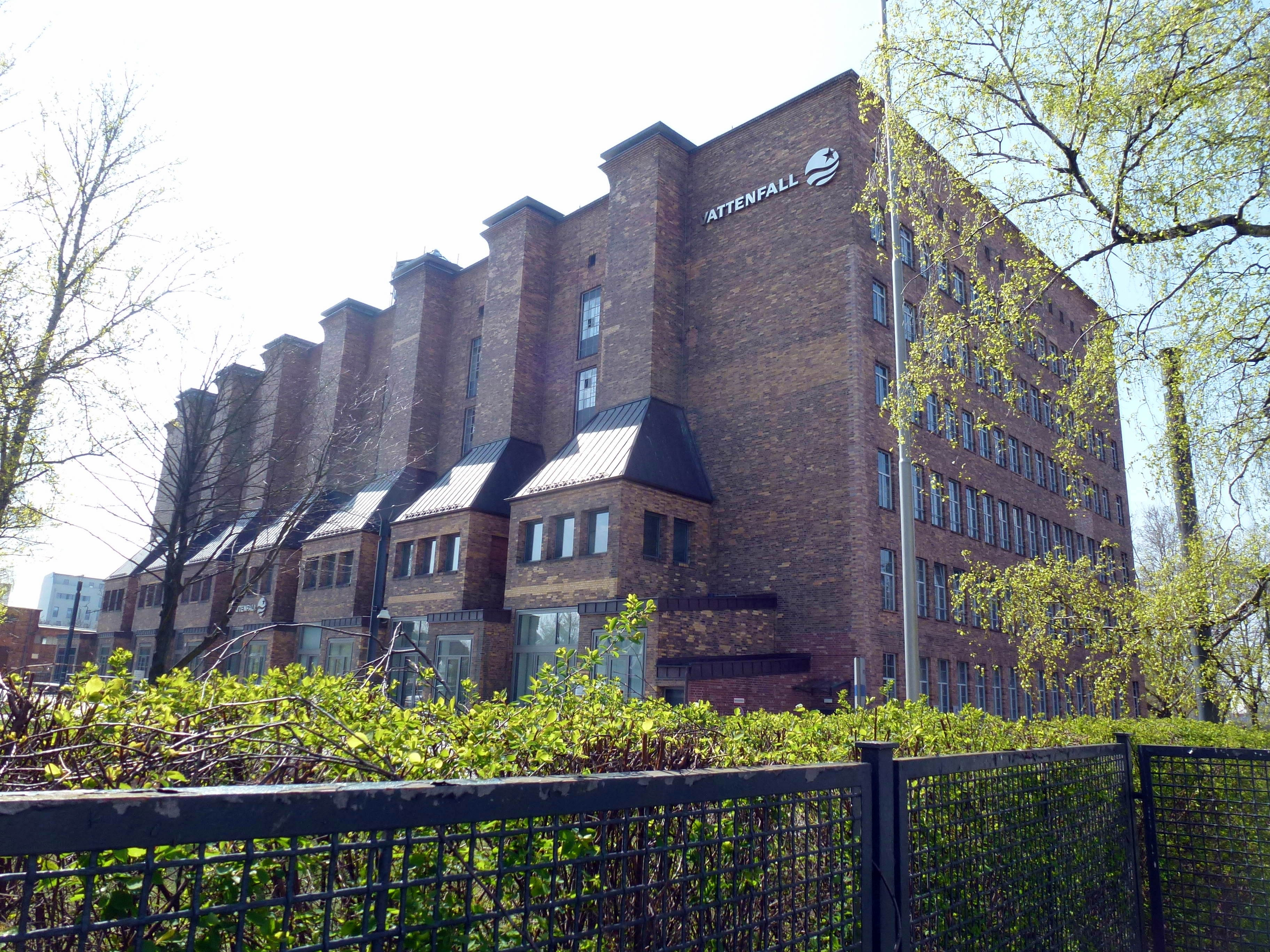
Ostfassade mit den vorspringenden Transformatorenkammern

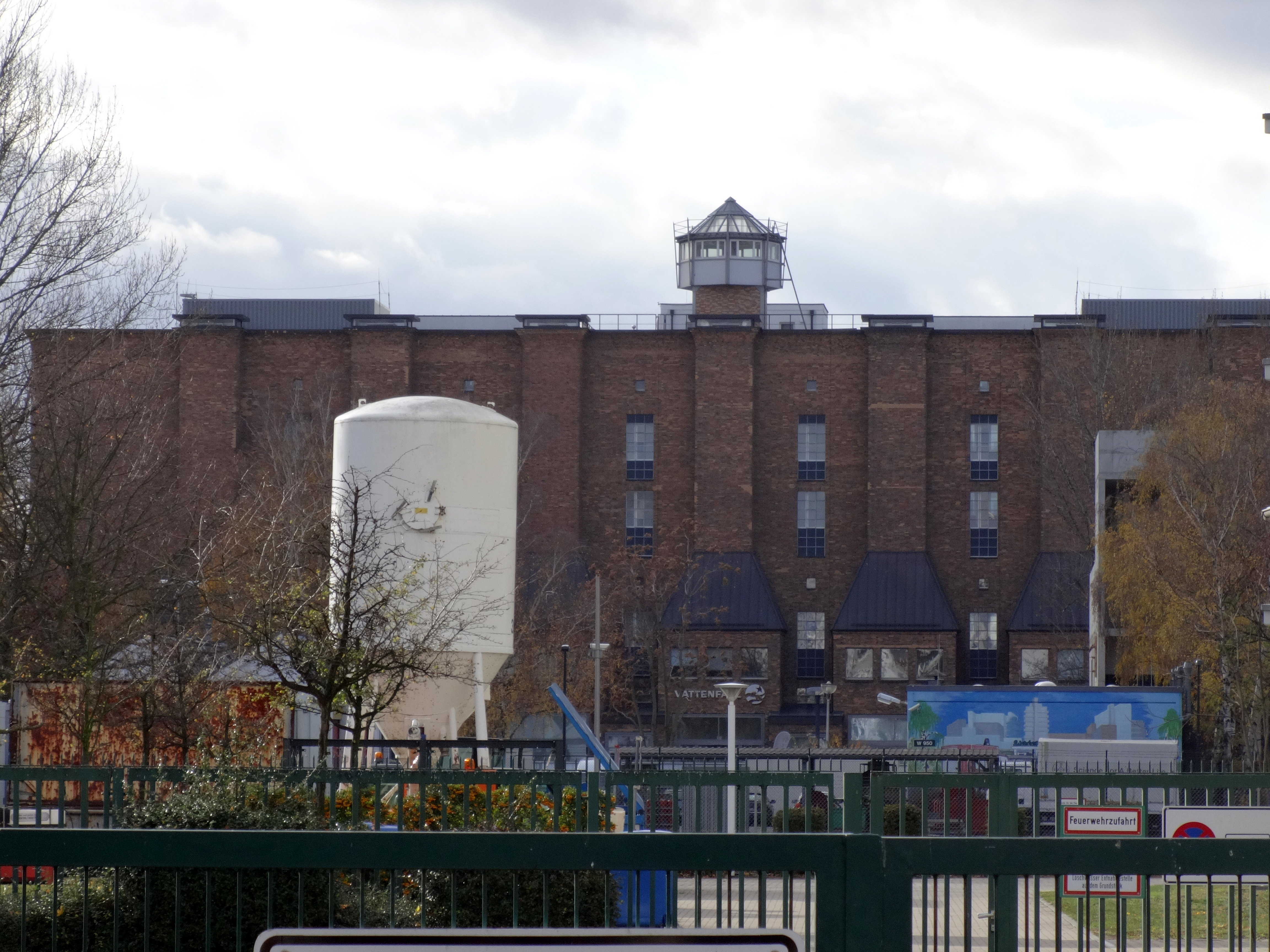
Ostfassade und ehemalige Lichtwarte

Das Abspannwerk Scharnhorst, auch Umspannwerk Scharnhorst, ist ein ehemaliges Abspannwerk des ehemaligen Berliner Stromversorgers Bewag. Das denkmalgeschützte Gebäude in Berlin-Wedding dient seit 2006 als Vertriebs- und Kundenzentrum des heutigen Berliner Stromversorgers Vattenfall.
Der Bau diente der Bewag bis 1984 dazu, die nach Berlin mit Freileitungen gelieferte elektrische Energie mit einer elektrischen Spannung von 30 kV auf die niedrigere Spannung von 6 kV für die städtische Verteilung in das regionale Hauptverteilungsnetz zu transformieren. Im Dachgeschoss fand sich die Lichtwarte, von der aus die Berliner Straßenbeleuchtung überwacht und gesteuert wurde. Die nötigen Schalteinrichtungen mit Sammelschienen und Ölschaltern wurden um zwei innere Lichthöfe angeordnet, die Leistungstransformatoren waren in vorgesetzten Transformatorenkammern untergebracht. Das Abspannwerk weist Elemente des Backsteinexpressionismus und der märkischen Backsteingotik auf. Durch einen Umbau 2005/2006 wurde das Innere des Gebäudes fast komplett neu errichtet.

## Geschichte
Errichtet wurde das Werk 1928 nach Plänen von Hans Heinrich Müller, dem damaligen Hausarchitekten der Bewag, auf dem Gelände eines aufgegebenen Gaswerks. Das Gebäude entstand in Umsetzung des städtischen Stromverteilungskonzeptes von 1924. Bezeichnet wurde es, wie für Fernmelde- und Kraftstationen üblich, als Kurzwort nach der damals an diesem Eckgrundstück in die Sellerstraße einmündenden Scharnhorststraße, diese wiederum nach dem preußischen General Gerhard von Scharnhorst, dessen Grab auf dem nahegelegenen Invalidenfriedhof liegt.
Die Bewag schaltete das Werk 1984 ab und legte es 1992 endgültig still.
Nachdem es mehrere Jahre nicht gelang das Gebäude einer anderen Nutzung zuzuführen, entschied sich die Bewag für eine eigene weitere Nutzung. Ursprünglich plante die Bewag hier ein Hotel zu errichten, fand aber keinen Investor. Nach Plänen der Architekten Petra Kahlfeldt und Paul Kahlfeldt ließ sie das Gebäude in ein Service- und Kundencenter umbauen. Die Bewag verkaufte das Gebäude dafür an einen Immobilieninvestor, der das Haus umbaute, und schloss mit diesem einen langfristigen Mietvertrag. Der Umbau kostete insgesamt 40 Millionen Euro.

## Architektur
Gebaut wurde das Abspannwerk, typisch für den Backsteinexpressionismus, als Stahlskelettbau mit Backsteinfassade.
Das Gebäude liegt an der Sellerstraße 16–26 am Berliner Nordhafen. In diese Richtung ist auch die repräsentative westliche Frontfassade ausgerichtet, die durch mehrere vorgestellte dreieckige Mauerpfeiler gegliedert wird. Auch die rückwärtige Ostfassade wird durch hervorstehende Bauteile geprägt: Hier fanden sich Transformatoren in den vor der Fassade liegenden Kammern. Süd- und Nordfassade sind glatt und haben Fenster, hinter denen sich Abrechnungsbüros und Personalräume befanden. Die Treppenhäuser liegen an den Ecken des Gebäudes und sind von außen durch den größeren Abstand der Fenster erkennbar.
Im Inneren des Gebäudes befinden sich zwei kleinere Lichthöfe. Diese dienten der Belüftung und Entrauchung der technischen Geräte und sind seit dem Umbau überdachte Atrien.
Die Schaltwarte befand sich im Obergeschoss des Gebäudes, wo sie über ein Oberlicht beleuchtet wurde.
Vor dem Umbau 2005/2006 hatte das Gebäude insgesamt 16 verschiedene Ebenen. So gab es beispielsweise sogenannte Kabelgeschosse, in denen sich nur Kabel und technische Einrichtungen befanden und die dementsprechend niedrig waren. Beim Umbau wurde das Innere des Abspannwerks weitgehend abgerissen und die ehemals 16 Ebenen nun durch 7 Geschosse ersetzt. Fenster und Treppenstufen wurden den neuen Geschossen angepasst.